# ناجتس الدجاج
لُقَيمة الدجاج أو لُقَيمات الدجاج أو ناجتس الدجاج (بالإنجليزية: Chicken Nugget)‏ هي من المأكولات الأميريكية الشهيرة اختُرعت في خمسينات القرن العشرين على يد روبرت س. بيكر وهو بروفيسور في علم الغذاء. وتصنع من الدجاج (المطحون عادةً) المغطى بطبقة من فتات الخُبز أو بالعجين، ثم تُقلى بالغمر بالزيت أو بالخَبز في الفرن.